# Суперпас
Суперпас (енгл. Underdog) америчка је акциона комедија из 2007. снимљена по мотивима истоимене анимиране серије из 60-их година 20. века.